# 9914 Obukhova
9914 Obukhova è un asteroide della fascia principale. Scoperto nel 1976, presenta un'orbita caratterizzata da un semiasse maggiore pari a 2,6730306 UA e da un'eccentricità di 0,2073523, inclinata di 3,46890° rispetto all'eclittica. Ha un diametro di 8,649 km.
È stato dedicato al mezzosopano sovietico Nadežda Andreevna Obuchova.